# Caverswall Castle

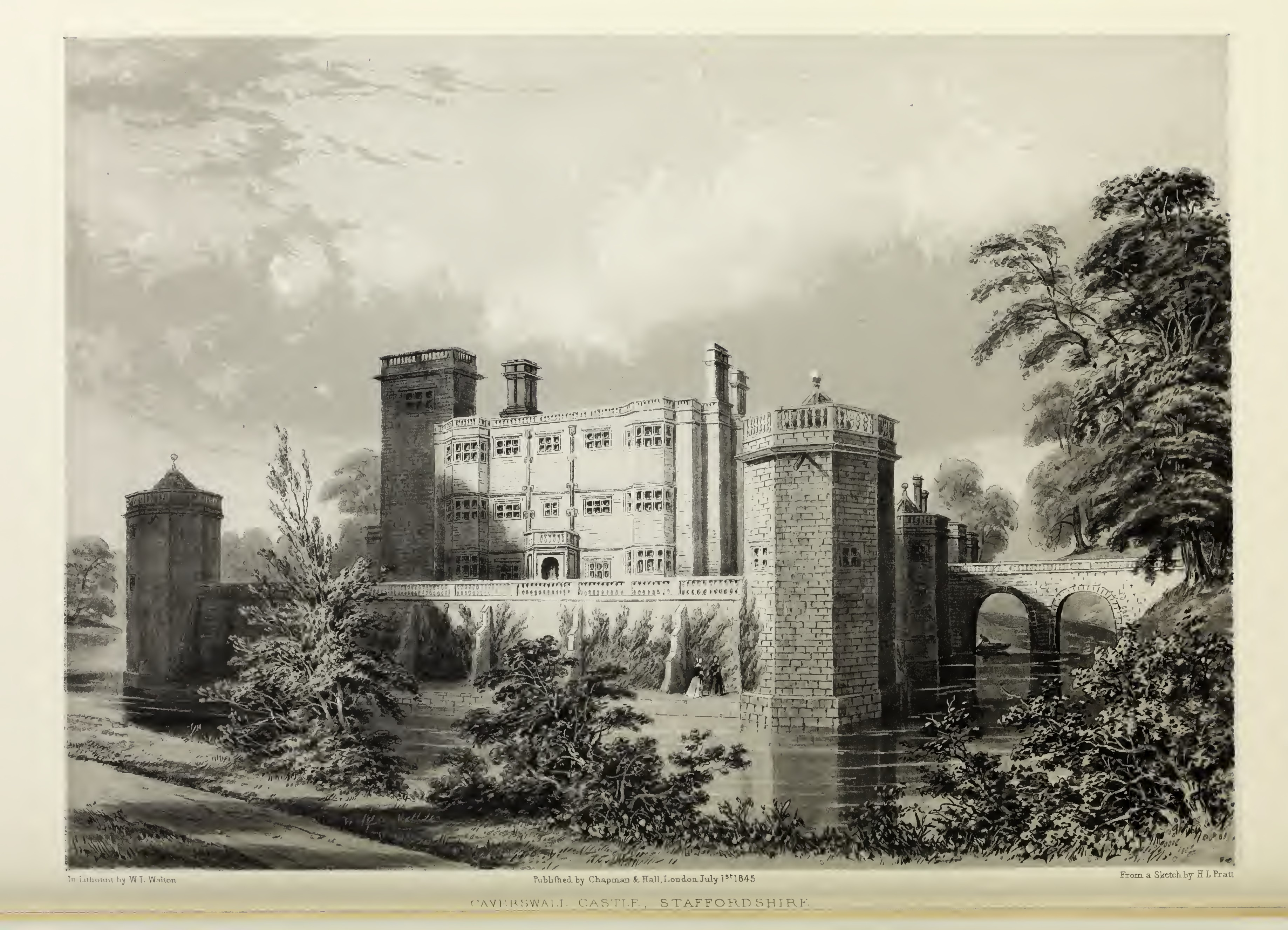
Caverswall Castle um 1845

Caverswall Castle ist ein Landhaus im Dorf Caverswall in der englischen Grafschaft Staffordshire. Das Haus im Stil einer mittelalterlichen Burg wurde Anfang des 17. Jahrhunderts in den Mauern einer Burgruine aus dem 13. Jahrhundert errichtet. English Heritage hat es als historisches Gebäude I. Grades gelistet.

## Geschichte
In alter Zeit gehörte die Grundherrschaft von Caverswall der Familie Caverswall, die 1275 die königliche Erlaubnis erhielt, ihr Herrenhaus zu befestigen (engl.: Licence to Crenellate). So entstand eine Burg mit Burggraben, die einen nahezu rechteckigen Grundriss, vier Ecktürme und einen Donjon innerhalb einer Kurtine hatte.
Im 15. Jahrhundert wurde die Burg, die bis dahin der Familie Caverswall gehört hatte, Sitz der Familie Montgomery, von der drei Mitglieder High Sheriffs of Staffordshire waren. Im englischen Bürgerkrieg war sie mit einer parlamentaristischen Garnison belegt und wurde zum Ende des 17. Jahrhunderts hin stark vernachlässigt und verfiel.
Matthew Cradock aus Stafford, ein örtlicher Wollhändler, erster Bürgermeister von Stafford 1614 und Mitglied des Parlaments von Stafford 1621, kaufte die vernachlässigte Burg 1615. Er ließ das heute noch erhaltene Landhaus errichten, wobei er die Mauern der alten Burg erhielt. Architekt des Hauses soll Robert Smythson oder John Smythson gewesen sein. Das dreistöckige Haus hat fünf Joche mit Ajimezfenstern mit Oberlichten. Es gibt eine mit Zinnen versehene Brüstung und eine Eingangsvorhalle.
Als die Familie Cradock 1655 in männlicher Linie ausstarb, wurde das Anwesen an William Joliffe, den High Sheriff of Staffordshire im Jahre 1663, verkauft, aber der Nacherbe, William Vane, 2. Viscount Vane, war zum Verkauf gezwungen. Danach hatte das Landhaus verschiedene Besitzer. 1811 war es von einem Nonnenkloster des Benediktinerordens belegt, der es 1853 an Sir Perceval Radcliffe verkaufte. In den 1880er-Jahren gehörte es der Familie Wedgwood. 1891 kaufte W. E. Bowers das Anwesen, ließ ausgedehnte Renovierungsarbeiten durchführen und verbesserte somit deutlich den Zustand des Hauses. Bowers verkaufte das Anwesen 1933 an die Sisters of the Holy Ghost, die es dann 1965 an eine andere Ordensgemeinschaft, die Daughters of the House of Mary,  weiterverkauften. Als dieser Orden das Haus 1977 verließ, wurde das Anwesen aufgeteilt und die einzelnen Teile separat verkauft. 2006 kaufte der Immobilientycoon Robin MacDonald das Haus für £ 1,7 Mio. und ließ es für £ 1 Mio. renovieren.
Im Februar 2015 wurde das Anwesen von Sotheby’s für etwa £ 3 Mio. erneut zum Verkauf angeboten.
Da sich das Haus nach wie vor in privater Hand befindet, ist es nicht öffentlich zugänglich.